# Woodstock (film)
Woodstock är en amerikansk dokumentärfilm från 1970 i regi av Michael Wadleigh. Filmen är inspelad under Woodstockfestivalen, den 15-17 augusti 1969, nära Bethel i New York. Filmen erhöll en Oscar för bästa dokumentär vid den 43:e Oscarsgalan.

## Artister

### Artister efter ordningen de uppträdde
| Nr   | Grupp / Sångare              | Sångtitel                                                                                            |
| 1.*  | Crosby, Stills & Nash        | "Long Time Gone"                                                                                     |
| 2.*  | Canned Heat                  | "Going Up the Country"                                                                               |
| 3.*  | Crosby, Stills & Nash        | "Wooden Ships"                                                                                       |
| 4.   | Richie Havens                | "Handsome Johnny"                                                                                    |
| 5.   | Richie Havens                | "Freedom" / "Sometimes I Feel Like a Motherless Child"                                               |
| 6.   | Canned Heat                  | "A Change Is Gonna Come" **                                                                          |
| 7.   | Joan Baez                    | "Joe Hill"                                                                                           |
| 8.   | Joan Baez                    | "Swing Low Sweet Chariot"                                                                            |
| 9.   | The Who                      | "We're Not Gonna Take It" / "See Me, Feel Me"                                                        |
| 10.  | The Who                      | "Summertime Blues"                                                                                   |
| 11.  | Sha-Na-Na                    | "At the Hop"                                                                                         |
| 12.  | Joe Cocker & the Grease Band | "With a Little Help from My Friends"                                                                 |
| 13.  | Publiken                     | "Crowd Rain Chant"                                                                                   |
| 14.  | Country Joe and the Fish     | "Rock and Soul Music"                                                                                |
| 15.  | Arlo Guthrie                 | "Coming Into Los Angeles"                                                                            |
| 16.  | Crosby, Stills & Nash        | "Suite: Judy Blue Eyes"                                                                              |
| 17.  | Ten Years After              | "I'm Going Home"                                                                                     |
| 18.  | Jefferson Airplane           | "Saturday Afternoon" / "Won't You Try" **                                                            |
| 19.  | Jefferson Airplane           | "Uncle Sam's Blues" **                                                                               |
| 20.  | John Sebastian               | "Younger Generation"                                                                                 |
| 21.  | Country Joe McDonald         | "The "Fish" Cheer / I-Feel-Like-I'm-Fixin'-To-Die Rag\|FISH Cheer / Feel-Like-I'm-Fixing-to-Die-Rag" |
| 22.  | Santana                      | "Soul Sacrifice"                                                                                     |
| 23.  | Sly and the Family Stone     | "Dance to the Music" / "I Want to Take You Higher"                                                   |
| 24.  | Janis Joplin                 | "Work Me, Lord" **                                                                                   |
| 25.  | Jimi Hendrix                 | "Voodoo Child (Slight Return)" (krediterad som "Voodoo Chile" i filmen) **                           |
| 26.  | Jimi Hendrix                 | "The Star-Spangled Banner"                                                                           |
| 27.  | Jimi Hendrix                 | "Purple Haze"                                                                                        |
| 28.  | Jimi Hendrix                 | "Woodstock Improvisation" **                                                                         |
| 29.  | Jimi Hendrix                 | "Villanova Junction"                                                                                 |
| 30.* | Crosby, Stills, Nash & Young | "Woodstock" / "Find the Cost of Freedom" **                                                          |

* studioinspelningar från ett album av artisten

** directors cut-versioner endast, inte med i den ursprungliga biofilmen

### Artister som uppträdde men ej medverkar i filmen
| - Sweetwater - Incredible String Band - Bert Sommer - Tim Hardin - Ravi Shankar | - Melanie - Quill - Keef Hartley - Mountain - Grateful Dead | - Creedence Clearwater Revival - The Band - Blood, Sweat & Tears - Johnny och Edgar Winter - Paul Butterfield |